# 加藤友三郎
加藤友三郎（かとう ともさぶろう，1861年4月1日—1923年8月24日），日本山陽道安藝國沼田郡大手町（今廣島縣廣島市中區大手町）人，海軍大臣、內閣總理大臣。

## 簡歷
加藤在廣島城大手町（現廣島市中區大手町）出生，是家中三子。父親是廣島藩低級武士加藤七郎兵衛，俸祿只有13石。初年於廣島藩校修道學習，1884年（明治17年）10月自海軍軍校畢業，是第7屆畢業生。其後於1888年（明治21年）11月自海軍大學畢業，是海大的首批畢業生。
畢業後獲派到巡洋艦「吉野」號擔任炮術長，並隨艦參與甲午戰爭的黃海海戰。日俄戰爭時任聯合艦隊參謀長兼第一艦隊參謀長，在日本海海戰中與聯合艦隊司令長官東鄉平八郎和參謀秋山真之等人冒著槍林彈雨，一直站在旗艦「三笠」號的艦橋上指揮，激勵士氣。其後歷任海軍次官、吳鎮守府司令長官、第一艦隊司令長官。
1915年（大正4年）加入第2次大隈內閣，就任海軍大臣。同年升為大將。其後於寺內正毅、原敬、高橋是清3屆內閣留任海相。1921年（大正10年），代表日本參加華盛頓會議（全權代表）。雖然加藤是日本海軍內推進八八艦隊擴軍計畫的中心人物之一，但最終在會議內同意美方的5:5:3提案，令華盛頓海軍條約得以締約。
1922年（大正11年），獲立憲政友會推薦組閣，成為第21任日本內閣總理大臣。就任後致力裁軍，減少國家軍費負擔。外交方面，主要進行和平外交和配合英美的政策。對俄就廟街事件進行談判，並自西伯利亞撤軍。另外，與美國和中華民國簽署九國公約，並向中華民國交還自第一次世界大戰佔有的山東地區，引起日本國內猛烈的批評。
1923年（大正12年）2月10日，收同鄉的船越隆義為養子，並傳以加藤家家督及爵位。同年8月24日因在大腸癌惡化在位於青山的自宅逝世，享年62歲。逝世後內閣由外相內田康哉代理首相職務。8日後（9月1日）發生關東大地震，翌日內閣總辭。